# Amédée Doublemard
Amédée Doublemard, né le 8 janvier 1826 à Flavigny-le-Grand-et-Beaurain (Aisne) et mort le 20 juillet 1900 à Paris, est un sculpteur français.

## Biographie

### Années de formation
Amédée Donatien Doublemard est issu d'un milieu modeste, son père était garde champêtre à Beaurain. Il entre à l'École des beaux-arts de Paris en 1842 dans l'atelier de Francisque Duret.
Il remporte en 1854 le deuxième grand prix de sculpture pour son œuvre, Hector et son fils Astyanax. Il obtient le prix de Rome en sculpture de 1855 pour son bas-relief Piété filiale de Cléobis et Biton. Partant l'année suivante pour la villa Médicis, il réside trois ans à Rome.

### Carrière
Il débute au Salon de 1844 où il expose un Buste d'homme. il participe régulièrement aux Salons jusqu’en 1898. Doublemard reçoit une médaille de troisième classe en 1863 et une médaille d'argent à l'Exposition universelle de 1889.  
Apprécié pour ses qualités de portraitiste, il exécute, dès son retour à Paris, des bustes de personnalités politiques et artistiques de la société française de la seconde moitié du XIXe siècle. 
Il travaille pour le théâtre de la Gaîté et pour l'église de la Trinité à Paris. Il réalise des monuments à la mémoire du maréchal Sérurier à Laon, Simón Bolívar à Guayaquil (Équateur), Camille Desmoulins à Guise, Béranger[Lequel ?] à Paris, l'amiral Hamelin, Odilon Barrot, Octave Feuillet, Régnard. Une de ses œuvres les plus connues est le Monument au maréchal Moncey, érigé sur la place de Clichy à Paris. 
Il lègue à l'Institut un capital permettant d’aider les élèves sculpteurs à se préparer au concours du prix de Rome.

## Œuvres dans les collections publiques

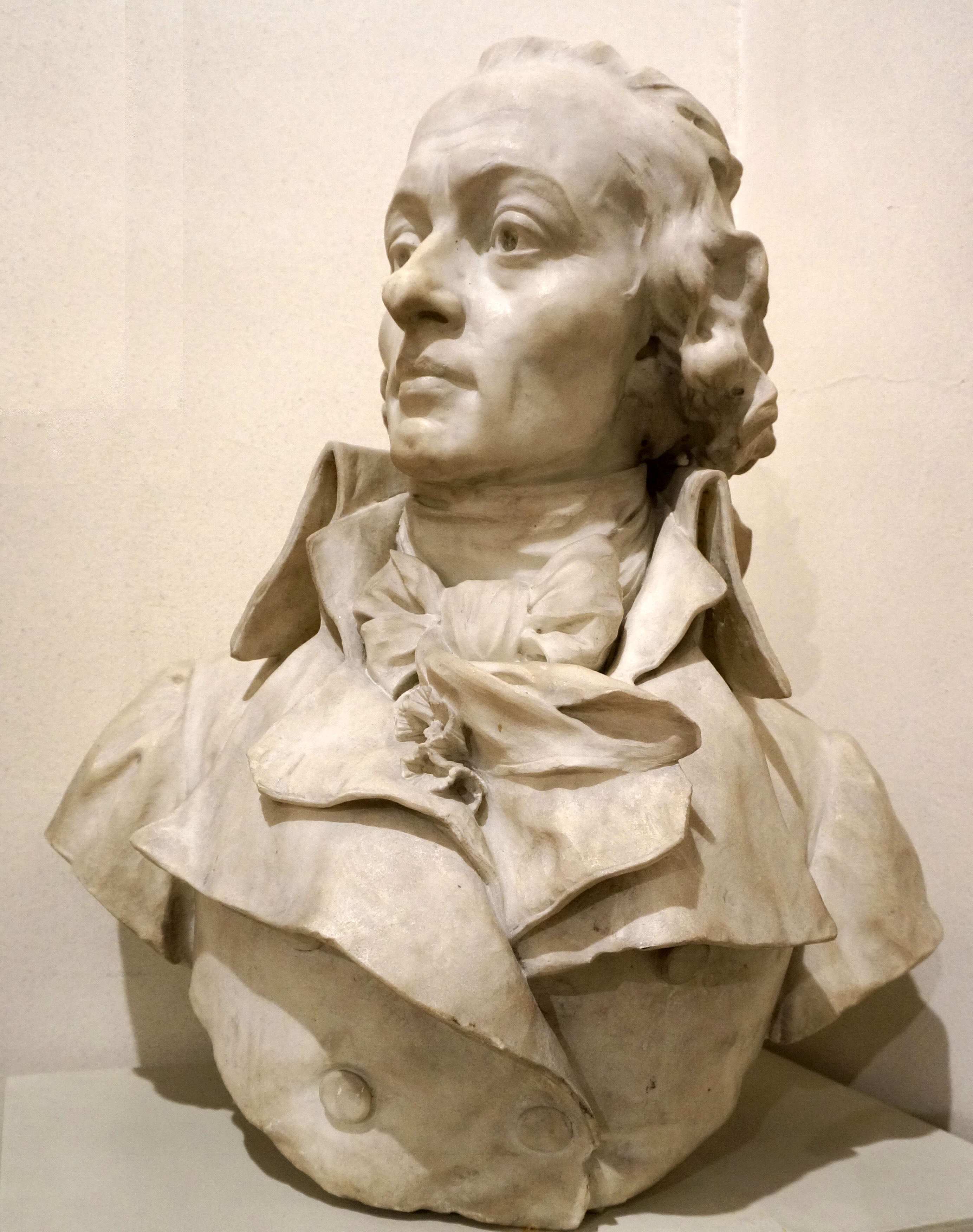
Marie Le Carlier, musée d'Art et d'Archéologie de Laon.

- Amiens, musée de Picardie : Buste d'Augustin Magdelaine.
- Guise :
  - Monument à Jean-Baptiste Godin, 1889, bronze, fondateur de l'Association du familistère[3] ;
  - Monument à Camille Desmoulins, 1890, bronze, envoyé à la fonte pendant la Première Guerre mondiale, reconstitué à l’identique en 1923[4].
- Laon :
  - Monument au maréchal Sérurier, 1863, bronze, envoyé à la fonte sous le régime de Vichy dans le cadre de la mobilisation des métaux non ferreux[5].
  - musée d'Art et d'Archéologie : Marie Le Carlier, buste en marbre. Le Carlier siégea à la Constituante, au Conseil des Cinq-Cents et fut ministre de la Police.
  - palais de justice : Victor Suin, 1855, buste en marbre.
- Leschelle : Monument à Marie François Auguste Caffarelli, 1860, pierre[6].
- Niort, jardin des plantes : L'Enfance de Bacchus, 1882, groupe en bronze, envoyé à la fonte sous le régime de Vichy dans le cadre de la mobilisation des métaux non ferreux[7].
- Paris :
  - cimetière de Montmartre : Jules Auguste Salomon, dit Garcin, 1886, compositeur et violoniste.
  - cimetière du Père-Lachaise :
    - Le Docteur Philippe Ricord, Salon de 1890, buste en bronze ornant sa sépulture[8] ;
    - Monument à Alphonse Gabriel Victor Paillet, 1856, bas-relief en pierre ornant la sépulture de l'avocat et député.

  - École nationale supérieure des beaux-arts : Piété filiale de Cléobis et Biton, 1855, bas-relief en plâtre[9].
  - église de la Trinité : Saint Thomas d'Aquin et Saint Bonaventure, 1867.
  - mairie du 16e arrondissement : Henri Martin, 1887, buste en marbre.
  - musée Carnavalet[10] : divers moulages et sculptures, majoritairement de tragédiens et tragédiennes. Notamment Adeline Dudlay, buste[11], et également moulage bras et main en plâtre de la même actrice (1885)[12].
  - place de Clichy : Monument au maréchal Jeannot de Moncey, 1869,  composée du groupe en bronze d'un jeune soldat mourant au pied de l’allégorie de La Ville de Paris, et d'un bas-relief en pierre sur le piédestal, La Défense de la barrière de Clichy en 1814 d'après le tableau d'Horace Vernet[13]. Monument à la mémoire des invalides et des gardes nationaux qui, sous les ordres du maréchal Moncey, défendirent la barrière de Clichy contre les Russes le 30 mars 1814.
  - square du Temple : Monument à Pierre-Jean de Béranger, 1885, bronze, envoyé à la fonte sous le régime de Vichy dans le cadre de la mobilisation des métaux non ferreux[14].
  - théâtre de la Gaîté-Lyrique, façade : La Comédie, 1863, statue en pierre sous les traits de Scapin.
- Saint-Quentin :
  - Monument aux morts de 1870, 1876, composé du groupe en bronze de La France en Deuil. Les parties en bronze furent envoyées à la fonte sous le régime de Vichy, puis reconstituées après 1945[15].
  - musée Antoine-Lécuyer : Portrait de Charles Picard, 1879, buste en marbre[16].
- Versailles, château de Versailles :
  - L'Amiral Ferdinand-Alphonse Hamelin, 1868, buste en marbre ;
  - Adolphe Yvon, 1883, buste en plâtre.
- Vervins, hôtel de ville : Léon Bienvenu, 1874, buste en terre cuite du journaliste et homme de lettres.

Œuvres d'Amédée Doublemard
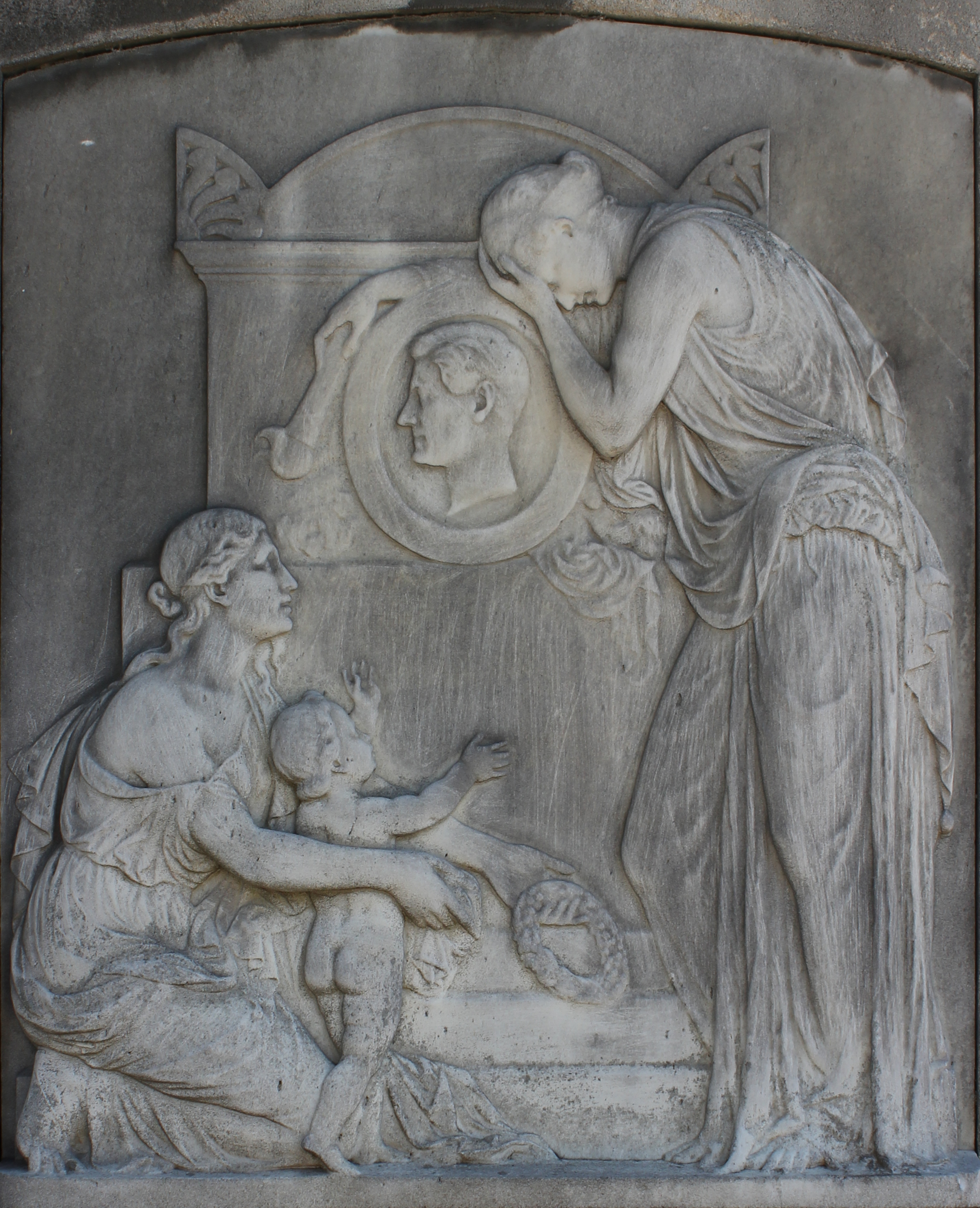
Monument à Alphonse Gabriel Victor Paillet, 1856, Paris,cimetière du Père-Lachaise.
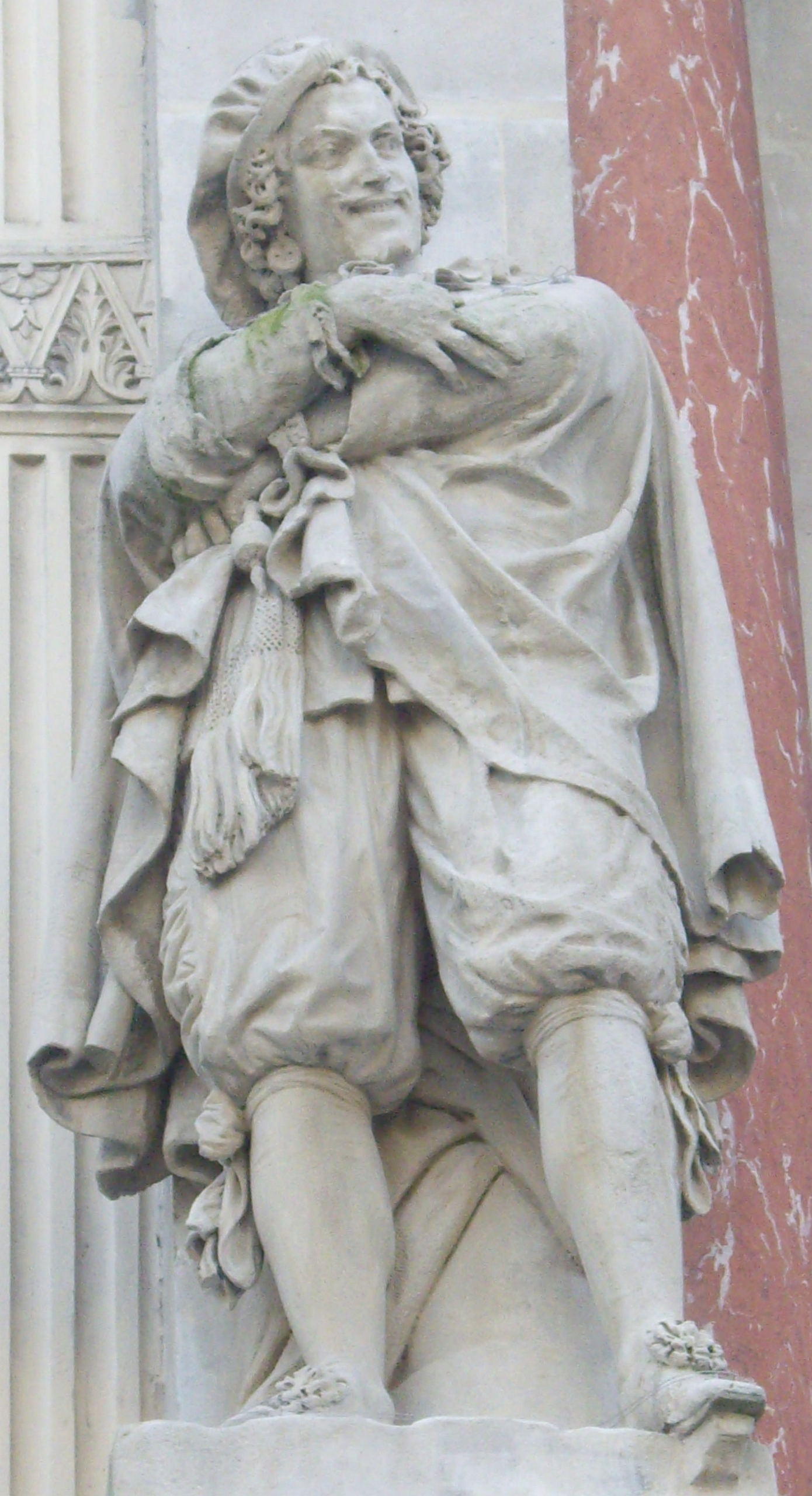
La Comédie, 1863, Paris,  façade du théâtre de la Gaîté-Lyrique.
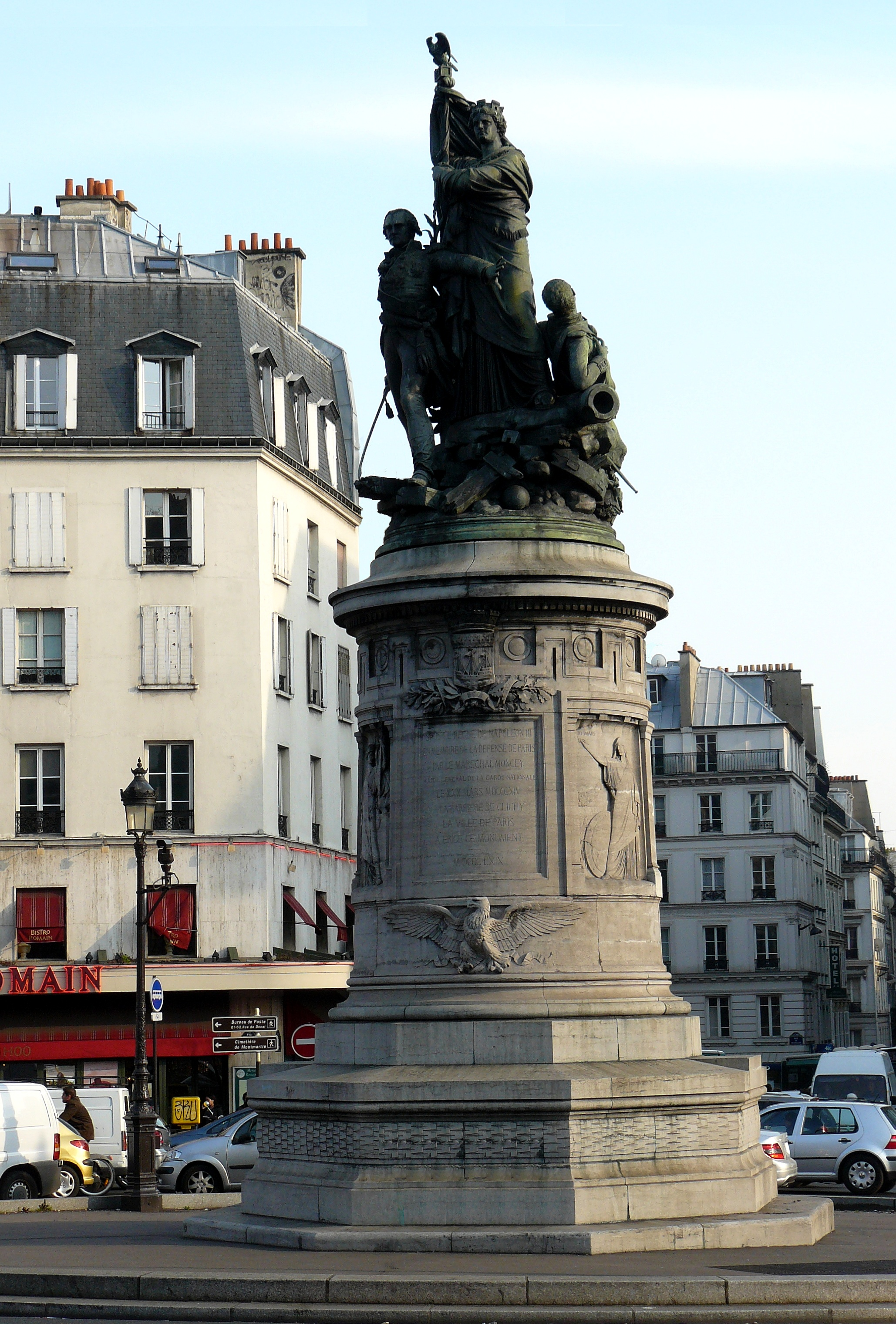
Monument au maréchal Moncey, 1869, Paris, place de Clichy.
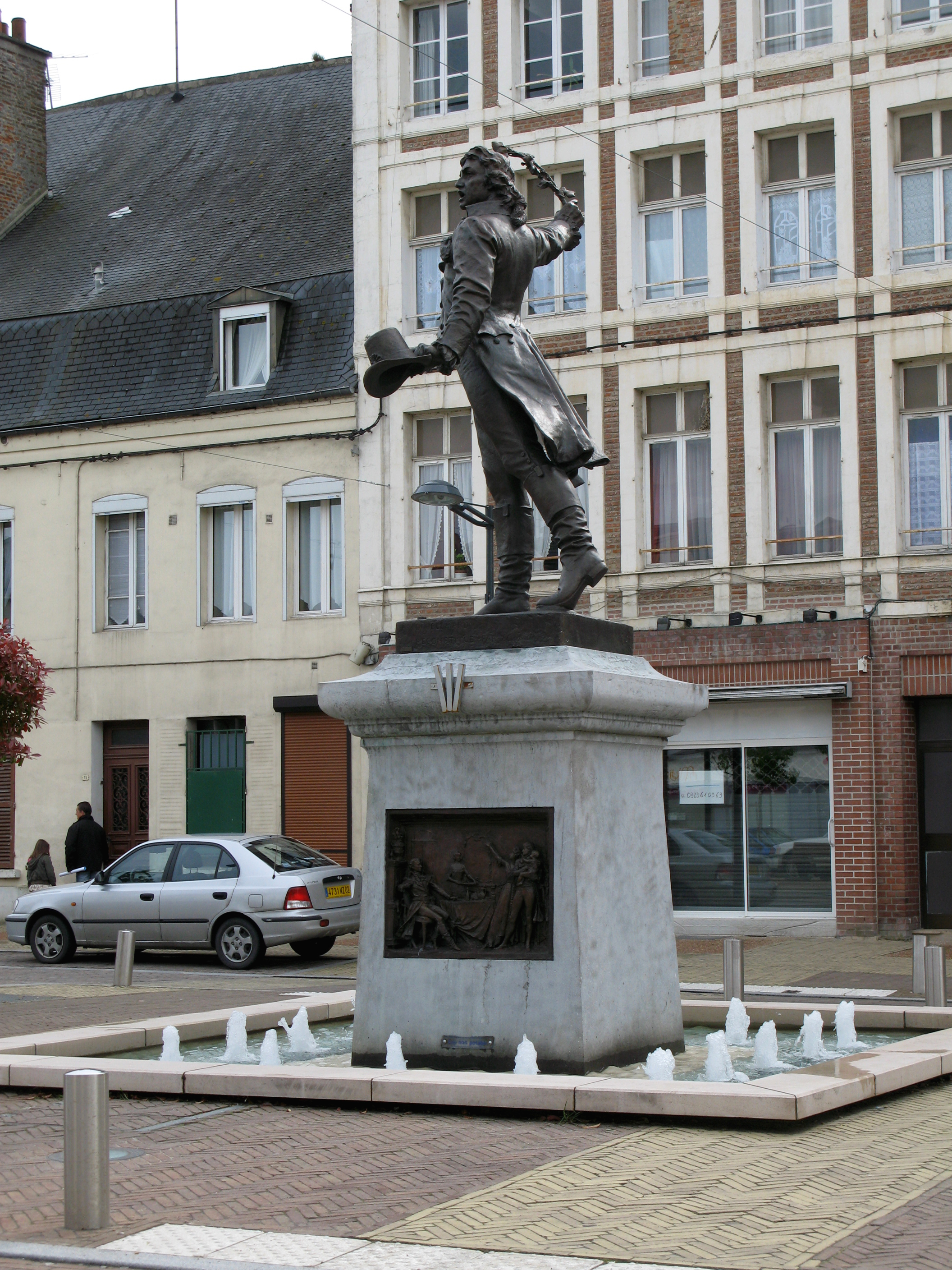
Monument à Camille Desmoulins, modèle de 1890, bronze refondu en 1923, Guise.

## Élèves
- Félix Charpentier

## Distinctions et hommages
- Amédée Doublemard est décoré de la Légion d'honneur en 1877[17].
- Il est nommé Rosati d'honneur en 1893[18].
- Un concours de l'École des beaux-arts de Paris porte son nom.